# Gathynia latonaria
Gathynia latonaria är en fjärilsart som beskrevs av William Schaus 1913. Gathynia latonaria ingår i släktet Gathynia och familjen Uraniidae. Inga underarter finns listade i Catalogue of Life.